# Knightriders
Knightriders er en amerikansk actiondramafilm fra 1981, der er skrevet og instrueret af George A. Romero. De medvrikende tæller Ed Harris, Gary Lahti, Tom Savini, Amy Ingersoll, Patricia Tallman og Christine Forrest. Den blev filmet udelukkende on location i Pittsburgh byområde, inklusive Fawn Township og Natrona i løbet af sommeren 1980.
Filmen repræsentere et skifte for Romero, der primært er kendt for sine gyserfilm; det er et persondrama om en omrejsende gruppe folk der optræder ved middelaldermarkeder.
Den fik gode anmeldelser.

## Medvirkende
- Ed Harris som King Billy
- John Amplas som Whiteface
- Gary Lahti som Sir Alan
- Tom Savini som Sir Morgan, The Black Knight
- Amy Ingersoll som Queen Linet
- Patricia Tallman som Julie Dean
- Brother Blue som Merlin, The Wizard
- Ken Foree som Little John
- John Hostetter som Friar Tuck
- Scott Reiniger som Sir Marhalt
- Martin Ferrero som Bontempi
- Warner Shook som Pippin
- Randy Kovitz som Punch
- Michael P. Moran som Deputy Cook
- Harold Wayne Jones som Sir Bors
- Albert Amerson som The Indian
- Christine Forrest som Angie, Morgan's Girlfriend
- Donald Rubinstein som The Lead Minstrel
- Stephen King som "Hoagie Man"
- Bingo O'Malley som Sheriff Rilly
- Greg Besnak som Rhino, Bald Mustachioed Head Biker
- Gary Davis som Biker (Rhino's Sidekick)